# Hooley
Hooley är en by i Surrey i England. Byn är belägen 29,2 km 
från Guildford. Orten har 1 052 invånare (2015).